# Krioplanacja
Krioplanacja (z gre. krýos oznacza mróz; z łac. plano oznacza wyrównuję) – proces prowadzący do zrównania powierzchni terenu, dosłownie oznaczający zrównanie mrozowe. Proces przejawia się poprzez pojawienie się na stokach piętrowych spłaszczeń, które oddzielone są od siebie stromymi odcinkami lub skalnymi progami. Krioplanacja zachodzi w strefie peryglacjalnej, głównie pod wpływem wietrzenia mrozowego oraz soliflukcji, obecności płatów śnieżnych (w trakcie tajania, spływająca woda spłukuje zwietrzelinę) i braku szaty roślinnej. Spłaszczenia powstające na stokach w wyniku krioplanacji nazywane się terasami krioplanacyjnymi.